# Caibarién
Caibarién ist eine Stadt und gleichzeitig ein Municipio in der Provinz Villa Clara in Kuba. Sie wurde im Jahre 1841 gegründet. Zur Gemeinde wurde sie 1876.
Caibarien ist durch ihre weißen Strände als Die weiße Stadt bekannt. Berühmt sind auch die Paraden zum Karneval, der zusammen mit den Nachbarstädten Remedios und Camajuaní abgehalten wird.

## Geografie
Die Stadt liegt an der Nordküste Kubas und grenzt an den Strand der Bahia de Buena Vista („Bucht der guten Sicht“) am Atlantik. Sie liegt im äußersten Osten der Provinz Villa Clara, nahe der Provinz Sancti Spíritus. Sie hat auch einen Flughafen.

## Wirtschaft und Tourismus
In der Vergangenheit diente die Stadt als Hafen für landwirtschaftliche Produkte wie Zuckerrohr, Tabak sowie Obst und Gemüse. Sie diente außerdem als Fangregion für Schwämme. Die Hotels sind heute aufgrund der mangelnden Instandhaltung weitgehend unbrauchbar. Viele Häuser sind am verfallen. Die Anlegestellen im Hafen, ursprünglich für landwirtschaftliche Produkte genutzt, sind zerstört. Die zwei Zuckermühlen, ursprünglich für den Zuckerexport über den Hafen gebraucht, sind heute geschlossen und verfallen. Die größte Zuckerraffinerie dient heute als Museum.
Der Karneval findet zweimal jährlich statt, einmal im August/September und ein weiteres Mal Mitte Dezember, und dauert jedes Mal rund zwei Wochen.
Das touristische Hauptzentrum in Caibarien sind die Cayos mit der Cayo Santa Maria, Cayo Fragoso, Cayo las Brujas usw.

## Demografische Daten
Im Jahr 2012 hatte das Municipio eine Einwohnerzahl von 33.485. Mit einer Gesamtfläche von 335 km² hat es eine Bevölkerungsdichte von 99,8 Einwohner je km².

## Söhne und Töchter der Gemeinde
- Juan Bruno Tarraza (1912–2001), Pianist und Komponist

## Siehe auch

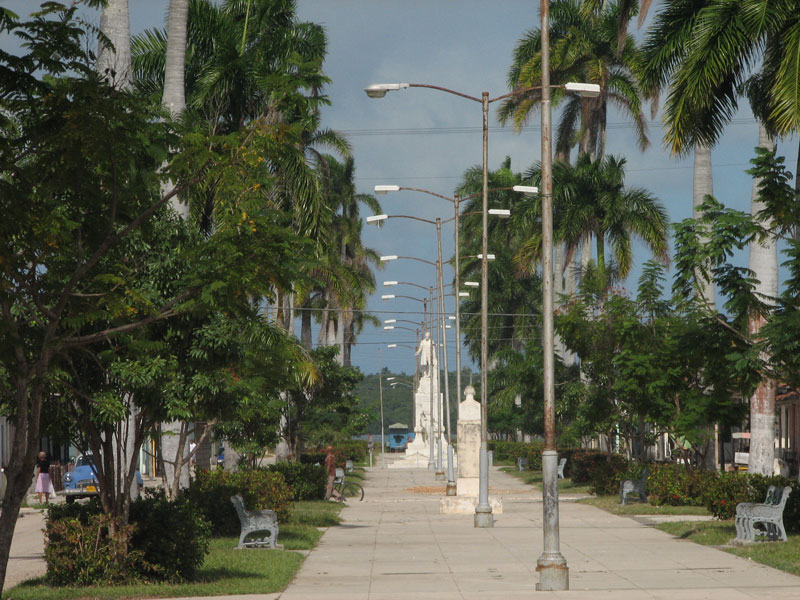
Caibariens Fußgängerzone (Prado). Vergleichbare Straßen sind in kubanischen Städten populär, wie z. B. in Havanna, Camajuaní oder Placetas.
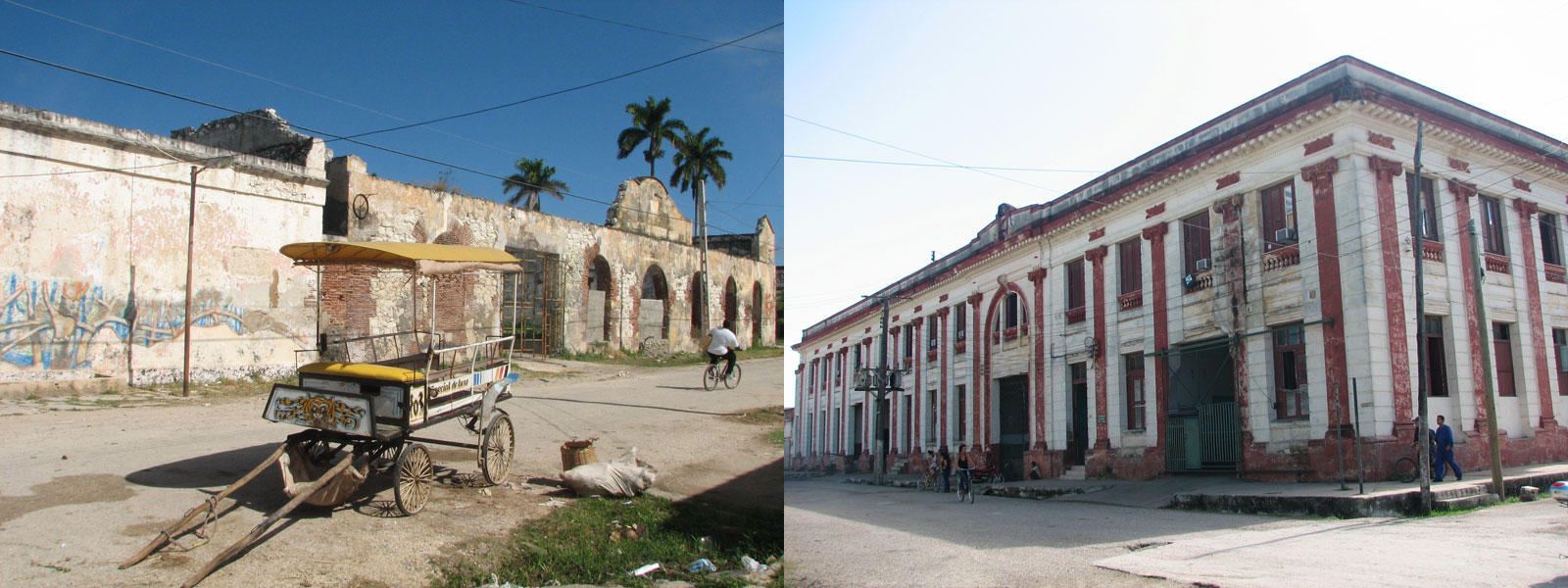
Weniger als ein Jahrhundert vorher eine der geschäftigsten Hafenstädte Kubas. Heutzutage ist vieles verfallen.
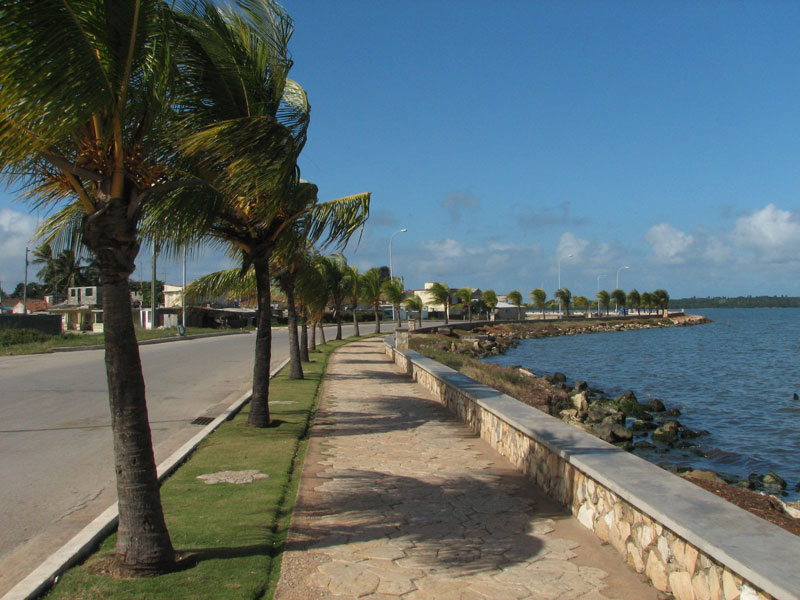
Der neu errichtete Fußweg am Meer. Der Tourismus in den nördlichen Cayos hat ein wenig Geld in Restaurierungsprojekte der Stadt fließen lassen, jedoch ist der Großteil der historischen Bausubstanz immer noch dem Verfall preisgegeben.
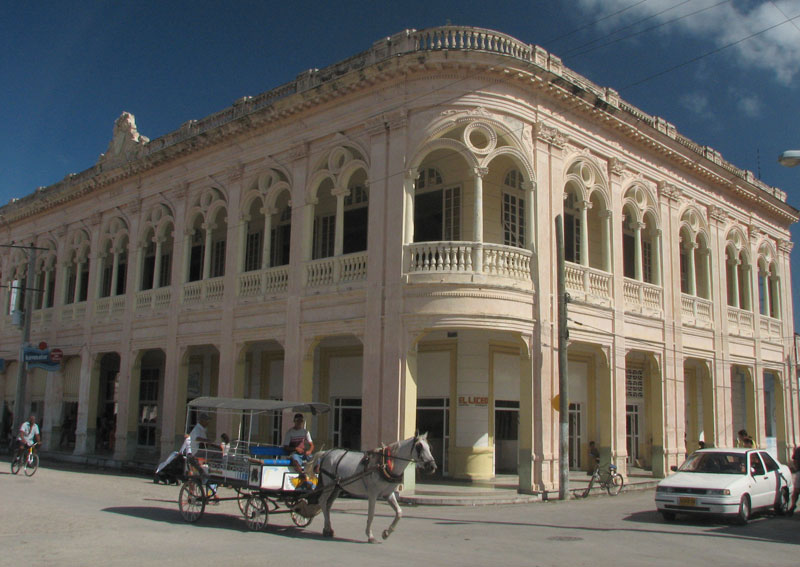
Ehemalige Lehrstätte. Beherbergt heute Läden und das Geschichtsmuseum der Stadt.